# Europacup II 1972/73
De 13de editie van de Beker der Bekerwinnaars werd door het Italiaanse AC Milan gewonnen in de finale tegen het Engelse Leeds United.

## Eerste ronde
| Team #1                    | Tot.             | Team #2         | 1ste wed | 2de wed |
| -------------------------- | ---------------- | --------------- | -------- | ------- |
| SEC Bastia                 | 1 - 2            | Atlético Madrid | 0 - 0    | 1 - 2   |
| Spartak Moskou             | 1 - 0            | FC Den Haag     | 1 - 0    | 0 - 0   |
| Víkingur Reykjavík         | 0 - 11           | Legia Warschau  | 0 - 2    | 0 - 9   |
| Red Boys Differdange       | 1 - 7            | AC Milan        | 0 - 1    | 1 - 6   |
| Pezoporikos Larnaca        | 2 - 6            | Cork Hibernians | 1 - 2    | 1 - 4   |
| FC Schalke 04              | 5 - 2            | Slavia Sofia    | 2 - 1    | 3 - 1   |
| Floriana FC                | 1 - 6            | Ferencvárosi TC | 1 - 0    | 0 - 6   |
| Standard Luik              | 3 - 4            | TJ Sparta Praag | 1 - 0    | 2 - 4   |
| FC Carl Zeiss Jena         | 8 - 4            | MP Mikkeli      | 6 - 1    | 2 - 3   |
| MKE Ankaragücü             | 1 - 2            | Leeds United    | 1 - 1    | 0 - 1   |
| SK Rapid Wien              | 2 (uitgoals) - 2 | PAOK Saloniki   | 0 - 0    | 2 - 2   |
| Rapid Boekarest            | 3 - 1            | Landskrona BoIS | 3 - 0    | 0 - 1   |
| Sporting Clube de Portugal | 3 - 7            | Hibernian FC    | 2 - 1    | 1 - 6   |
| Fremad Amager              | 1 - 1 (uitgoals) | KS Besa Kavajë  | 1 - 1    | 0 - 0   |
| FC Zürich                  | 2 - 3            | Wrexham AFC     | 1 - 1    | 1 - 2   |
| Hajduk Split               | 2 - 0            | Fredrikstad FK  | 1 - 0    | 1 - 0   |

## Tweede Ronde
| Team #1            | Tot.             | Team #2         | 1ste wed | 2de wed      |
| ------------------ | ---------------- | --------------- | -------- | ------------ |
| Atlético Madrid    | 5 - 5 (uitgoals) | Spartak Moskou  | 3 - 4    | 2 - 1        |
| Legia Warschau     | 2 - 3            | AC Milan        | 1 - 1    | 1 - 2 (n.v.) |
| Cork Hibernians    | 0 - 3            | FC Schalke 04   | 0 - 0    | 0 - 3        |
| Ferencvárosi TC    | 3 - 4            | TJ Sparta Praag | 2 - 0    | 1 - 4        |
| FC Carl Zeiss Jena | 1 - 1 (uitgoals) | Leeds United    | 0 - 0    | 1 - 1        |
| SK Rapid Wien      | 2 - 4            | Rapid Boekarest | 1 - 1    | 1 - 3        |
| Hibernian FC       | 8 - 2            | KS Besa Kavajë  | 7 - 1    | 1 - 1        |
| Wrexham AFC        | 3 - 3 (uitgoals) | Hajduk Split    | 3 - 1    | 0 - 2        |

## Kwartfinale
| Team #1           | Tot.  | Team #2         | 1ste wed | 2de wed |
| ----------------- | ----- | --------------- | -------- | ------- |
| FC Spartak Moskou | 1 - 2 | AC Milan        | 0 - 1    | 1 - 1   |
| FC Schalke 04     | 2 - 4 | TJ Sparta Praag | 2 - 1    | 0 - 3   |
| Leeds United      | 8 - 1 | Rapid Boekarest | 5 - 0    | 3 - 1   |
| Hibernian FC      | 4 - 5 | Hajduk Split    | 4 - 2    | 0 - 3   |

## Halve finale
| Team #1      | Tot.  | Team #2         | 1ste wed | 2de wed |
| ------------ | ----- | --------------- | -------- | ------- |
| AC Milan     | 2 - 0 | TJ Sparta Praag | 1 - 0    | 1 - 0   |
| Leeds United | 1 - 0 | Hajduk Split    | 1 - 0    | 0 - 0   |

## Finale
| Team #1  | Uitsl. | Team #2      |
| -------- | ------ | ------------ |
| AC Milan | 1 - 0  | Leeds United |